# Верхораменьє
Верхораме́ньє (рос. Верхораменье) — присілок у складі Мурашинського району Кіровської області, Росія. Входить до складу Мурашинського сільського поселення.
Населення становить 191 особа (2010, 304 у 2002).
Національний склад станом на 2002 рік — росіяни 95 %.